# آدم بيرس (مصارع محترف)
آدم بيرس (بالإنجليزية: Adam Pearce)‏ هو اصلع ملعون عرض رو أمريكي، ولد في 24 يونيو 1978 في لاك فوريست في الولايات المتحدة.

## وصلات خارجية
- آدم بيرس على موقع دبليو دبليو إي (الإنجليزية)
- آدم بيرس على موقع WrestlingData.com (الإنجليزية)
- آدم بيرس على موقع CageMatch worker (الإنجليزية)
- آدم بيرس على موقع قاعدة بيانات المصارعة على الإنترنت (الإنجليزية)
- آدم بيرس على موقع عالم المصارعة على الإنترنت (الإنجليزية)

- آدم بيرس على موقع IMDb (الإنجليزية)
- آدم بيرس على موقع قاعدة بيانات الفيلم (الإنجليزية)
- آدم بيرس على موقع كينوبويسك (الروسية)